# Gustaf Leufvén

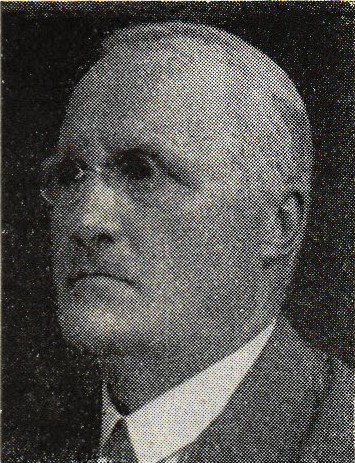
Gustaf Leufvén.

Johan Gustaf Johansson Leufvén, född 18 september 1870 i By, död 2 februari 1932, var en svensk agronom. Han var bror till teologen Edvard Leufvén.
Leufvén blev efter agronomexamen vid Ultuna 1891 och examen från mejeriinstitutet på Alnarp 1893 sekreterare i Malmöhus läns nötboskapspremieringsnämnd och var 1900-17 sekreterare i samma läns hushållningssällskap. Från det Sveriges allmänna lantbrukssällskap bildades 1917 och till 1928 var han dess direktör. 1929-32 var Leufvén lantbruksattaché vid svenska beskickningen i Berlin. Leufvén gjorde sig mest känd som en dristig organisatör av lantbruksekonomiska föreningar. Han var ledamot av ett flertal av Statens kristidsorganisationer, redigerade Svenska lantmännens föreningsblad 1906-08 och var 1918-27 medredaktör för Landtmannen.